# Craspedosis semilugens
Craspedosis semilugens là một loài bướm đêm trong họ Geometridae.